# Episodi di Xavier: Renegade Angel
Elenco degli episodi della serie televisiva animata Xavier: Renegade Angel.
La prima stagione, composta da 10 episodi, è stata trasmessa negli Stati Uniti dal 4 novembre 2007 al 13 gennaio 2008. La seconda stagione, composta da 10 episodi, è stata trasmessa dal 12 febbraio al 16 aprile 2009.
In Italia la serie è inedita.
| nº               | Titolo originale                | Prima TV USA     |
| Prima stagione   | Prima stagione                  | Prima stagione   |
| ---------------- | ------------------------------- | ---------------- |
| 1                | What Life D-D-Doth              | 4 novembre 2007  |
| 2                | Chief Beef Loco                 | 11 novembre 2007 |
| 3                | Weapons Grade Life              | 18 novembre 2007 |
| 4                | The 6th Teat of Good Intentions | 25 novembre 2007 |
| 5                | Pet Siouxicide                  | 2 dicembre 2007  |
| 6                | World of Hurt, BC               | 9 dicembre 2007  |
| 7                | Bloodcorn                       | 16 dicembre 2007 |
| 8                | Escape from Squatopian Freedom  | 23 dicembre 2007 |
| 9                | Signs from Godrilla             | 6 gennaio 2008   |
| 10               | Shakashuri Blowdown             | 13 gennaio 2008  |
| Seconda stagione |                                 |                  |
| 1                | Vibracaust                      | 12 febbraio 2009 |
| 2                | Xavier's Maneuver               | 19 febbraio 2009 |
| 3                | El Tornadador                   | 26 febbraio 2009 |
| 4                | Haunted Tonk                    | 5 marzo 2009     |
| 5                | Free Range Manibalism           | 12 marzo 2009    |
| 6                | Damnesia Vu                     | 19 marzo 2009    |
| 7                | Going Normal                    | 26 marzo 2009    |
| 8                | Kharmarabionic Lotion           | 2 aprile 2009    |
| 9                | Damnesia You                    | 9 aprile 2009    |
| 10               | Braingeas Final Cranny          | 16 aprile 2009   |

## What Life D-D-Doth

Xavier con alcuni zotici a Burbury, nel Connecticut.

- Titolo originale: What Life D-D-Doth
- Diretto da: Vernon Chatman e John Lee
- Scritto da: Vernon Chatman, John Lee e Alyson Levy

### Trama
Vagando per Burbury, nel Connecticut, dopo essere stato picchiato da alcuni redneck, Xavier tenta invano di usare un computer per cercare la risposta alla sua domanda "Cos'è la vita?". Dopo aver ricevuto delle scuse da una giovane donna per l'inconveniente del computer, Xavier inizia a raccontarle la storia della sua vita su come i bambini l'abbiano costantemente deriso da piccolo, arrivando al punto di parlare della morte dei suoi genitori. Xavier racconta quindi di come suo padre sia morto in un incendio mentre praticava un rituale spirituale a casa sua. Annoiata del racconto, la donna se ne va e Xavier la salva apparentemente dalla traiettoria di un camion di passaggio che in realtà era ancora a debita distanza. Il camion si scopre essere quello dei malviventi che avevano picchiato Xavier, i quali hanno deciso di caricarlo completamente di computer malfunzionanti che cercano di elaborare la domanda iniziale di Xaver. Con i malviventi pronti a scaricare i computer in una discarica, Xavier dice loro di gettarli nel lago dove nessuno può vederli. Quindi decide di seguire la giovane donna fino a casa sua e mentre la guarda nella doccia, si trasforma improvvisamente in un essere computerizzato causato dai computer scaricati nel lago. Dopo un tentativo fallito di infettare e fermare i computer con l'AIDS, tutte le persone computerizzate iniziano ad avere dei glitch, esponendosi con un dialogo confuso e compiendo ripetutamente delle azioni. Xavier irrompe nella casa della donna e dopo aver chiesto al computer una risposta sul motivo per cui sta causando tutto questo, scopre che la domanda "Cos'è la vita?" è troppo difficile da poter essere elaborata con loro capacità massima. Capomastro Guru rivela a Xavier che per riportare le cose alla normalità deve suonare la sua canzone spirituale. Xavier prende quindi il braccio di una donna e l'organo di un cane per costruire un flauto Shakashuri e dopo aver suonato una canzone, riporta tutto alla normalità. Xavier prova nuovamente il computer e dove aver rincontrato la donna, afferma che non sarebbero potuti durare a lungo e che il suo cuore appartiene ad un'altra ragazza. Dopo essere tornato nel deserto, un uomo con un'automobile rossa porta Xavier a fare un giro. Dopo aver ascoltato un concetto di vita da Xavier, l'uomo decide di mostrargli il suo pene.

## Chief Beef Loco
- Titolo originale: Chief Beef Loco
- Diretto da: Vernon Chatman e John Lee
- Scritto da: Vernon Chatman, John Lee e Alyson Levy

### Trama
Xavier incontra uno studente delle superiori, Percy, che dovrebbe interpretare la mascotte della prossima partita di basket della sua scuola. Tuttavia, dopo aver informato Xavier, il ragazzo viene picchiato da una banda di messicani e il suo costume da mascotte viene distrutto. Xavier decide di assistere alla partita di basket mentre si traveste da Percy con un nuovo costume. La nuova mascotte si rivela un successo quando Xavier riesce ad intimidire la squadra avversaria abbastanza da farli perdere prima dell'inizio della partita. Più tardi, negli spogliatoi, Xavier incontra i "Local Locos", la stessa banda che ha attaccato Percy. Il leader della banda, Chaleza, invita "Percy" a unirsi alla banda, avvertendolo che nessuno può sopravvivere al loro rito di iniziazione. Più tardi quella notte, Xavier si presenta al "quartier generale" della banda riuscendo a stupire il gruppo con il suo estremo "spirito da Local Locos". Chaleza decide di nominare temporaneamente Xavier come capo della banda. Xavier apporta quindi una serie di modifiche alle "politiche" del gruppo e dopo aver gettato le loro droghe prima che la polizia potesse fare un raid, organizza un incontro dove i membri della banda realizzano che il loro sogno è prendersi cura dei barboncini. Quando Shiny, il "più ricco spacciatore dai tempi di Truman", chiama al telefono per reclamare i suoi farmaci, i membri della banda non sanno cosa fare e Xavier ricorda loro di lasciarsi alle spalle la loro vita da spacciatori, convincendoli ad affrontare Shiny. Nello scontro successivo, Shiny viene quindi gettato e ucciso in una vasca di metallo fuso.

## Weapons Grade Life
- Titolo originale: Weapons Grade Life
- Diretto da: Vernon Chatman, John Lee e Marco Bertoldo
- Scritto da: Vernon Chatman, John Lee e Alyson Levy

### Trama
Xavier diventa il sedicente angelo custode di un ragazzo che sta cercando di impressionare suo padre. Quando i successi scientifici del ragazzo scatenano delle insicurezze su Xavier, quest'ultimo decide invece di diventare il suo "nemico custode".

## The 6th Teat of Good Intentions
- Titolo originale: The 6th Teat of Good Intentions
- Diretto da: Vernon Chatman, John Lee e Marco Bertoldo
- Scritto da: Vernon Chatman, John Lee e Alyson Levy

### Trama
Xavier offre mente, anima e i suoi capezzoli per curare sette bambini che trova in un parco, tuttavia la sua mano di serpente compromette queste idee. Nel frattempo, la polizia si avvicina ad un famigerato rapitore di bambini.

## Pet Siouxicide
- Titolo originale: Pet Siouxicide
- Diretto da: Vernon Chatman, John Lee e Marco Bertoldo
- Scritto da: Vernon Chatman, John Lee e Alyson Levy

### Trama
Dopo essere stato scambiato per un animale geneticamente modificato da un bambino viziato, Xavier decide di insegnare al bambino una lezione spirituale. Xavier si propone di insegnare anche al padre del ragazzo, che estrae il sangue indiano e lo inietta per possedere un casinò indiano. Tuttavia fallisce nel suo intento.

## World of Hurt, BC
- Titolo originale: World of Hurt, BC
- Diretto da: Vernon Chatman e John Lee
- Scritto da: Vernon Chatman, John Lee e Alyson Levy

### Trama
Nella ricerca di se stesso, Xavier decide di tornare indietro nel tempo per studiare un murale preistorico proveniente da uno dei suoi antenati. Quando delle strane lumache statiche invadono lo schermo, quello che sembra essere uno statico casuale è, in realtà, un autostereogramma di un teschio.
- Guest star: Junior Brown (ballerino), John Flansburgh (computer).

## Bloodcorn
- Titolo originale: Bloodcorn
- Diretto da: Vernon Chatman e John Lee
- Scritto da: Vernon Chatman, John Lee e Alyson Levy

### Trama
Xavier sta cercando di impedire che la Terra Madre venga violentata, quindi decide di spegnere una fabbrica. Tuttavia questo porta ad un problema più grande: le famiglie diventano povere poiché non c'è più lavoro. Essendo un buon samaritano, Xavier si offre di aiutare un agricoltore caduto in disgrazia a trasformare il suo raccolto di merturco in un raccolto di granturco, anche se questo significa aprire la fessura verso il paradiso di Dio

## Escape from Squatopian Freedom
- Titolo originale: Escape from Squatopian Freedom
- Diretto da: Vernon Chatman e John Lee
- Scritto da: Vernon Chatman, John Lee e Alyson Levy

### Trama
Un giocoliere ruba la collana importante di Xavier dopo averlo ingannato ad entrarea a Squatopia, una comunità anarchica. Ora Xavier, uno spermatozoo gigante, lo schiavo più vecchio del mondo e un anarchico che ha disperato bisogno di riavere la sua collana, si reca al Burning Person festival (parodia del Burning Man) per riuscire a riprenderla.
- Guest star: Timothy Levitch (Puggler).

## Signs from Godrilla
- Titolo originale: Signs from Godrilla
- Diretto da: Vernon Chatman, John Lee e Marco Bertoldo
- Scritto da: Vernon Chatman, John Lee e Alyson Levy

### Trama
Dopo che un gorilla ha una sensazione religiosa, Xavier segue la sua mente e cuore. Tuttavia si ritrova nei guai.
- Guest star: Junior Brown, Rebecca Chandler, John Flansburgh (computer), Cassady Leonard (ragazza inglese), Marcia Levy, Will Oldham (reverendo).

## Shakashuri Blowdown
- Titolo originale: Shakashuri Blowdown
- Diretto da: Vernon Chatman, John Lee e Marco Bertoldo
- Scritto da: Vernon Chatman, John Lee e Alyson Levy

### Trama
Attraversando il deserto, Xavier riflette sul concetto di "sé" e incontra suo padre nella forma di una nuvola, il quale rivela che è la causa della sua morte. Sconvolto dalla scoperta, mentre colpisce il suolo dalla rabbia, Xavier si divide in due corpi separati. Per mantenere la sua promessa sull'uccidere l'assassino di suo padre, Xavier sale a bordo di un vagone merci dove cerca di uccidersi con un rasoio. Xavier viene quindi fermato da un uomo intento ad iniziare una rissa; tuttavia, mentre un amico dell'uomo cerca di calmarlo, Xavier accenna al parrucchino di quest'ultimo e i due lo picchiano lasciandolo in terra. L'uomo inizia a radere il polso di Xavier per creare un "paio di baffi da polso" e scopre un numero telefonico scritto sotto la sua pelliccia. Sconvolto, l'uomo si scusa lasciando il vagone merci con il suo amico e Xavier, presumendo che il numero telefonico sia il "perdono cosmico dell'ultimo minuto del governatore delle circostanze", decide di chiamare quest'ultimo. Un altro Xavier, presumibilmente uno dei due che si sono visti dividere nella scena iniziale, risponde alla chiamata e conversano fino a quando decidono di lasciare le rispettive cabine telefoniche per ritrovarsi faccia a faccia. Quindi si impegnano in una discussione confusa su chi di loro sia il vero Xavier, portandoli a consapevolizzarsi del fatto che la faccenda possa essere risolta solo con una "Scarica di Shakasuri". Nel deserto, i due Xavier impugnano un flauto Shakasuri, evocando oggetti e creature fittizie che combattono tra di loro, evolvendosi infine in una fantasmagoria psichedelica di frattali, oggetti e simboli creati dal loro gioco simultaneo e cooperativo. I due finiscono la resa dei conti e un presentatore chiede e sollecita gli spettatori di votare un vincitore che vincerà un programma televisivo.

## Vibracaust
- Titolo originale: Vibracaust
- Diretto da: Vernon Chatman e John Lee
- Scritto da: Vernon Chatman, John Lee e Alyson Levy

### Trama
Xavier aiuta una coppia che ha appena perso il loro figlio in un incidente d'auto, somministrandogli enormi quantità di pillole.
- Guest star: Bill Hader (prete), Lexie Kahanovitz (Madre), Max Morris.

## Xavier's Maneuver
- Titolo originale: Xavier's Maneuver
- Diretto da: Vernon Chatman e John Lee
- Scritto da: Vernon Chatman, John Lee e Alyson Levy

### Trama
Dopo aver assistito e provocato il suicidio di un lavavetri, Xavier giura di riscattare la vita di Mr. Squa diventando il guardiano di un boss della mafia. Attraverso il suo astuto lavoro di investigazione, una reinvenzione della manovra di Heimlich e un incontro con uno schiavo-sicario depresso, Xavier decide di soffocare il suo passato con il "dono della vita".
- Guest star: Bill Hader (Pavlov)

## El Tornadador
- Titolo originale: El Tornadador
- Diretto da: Vernon Chatman e John Lee
- Scritto da: Vernon Chatman, John Lee e Alyson Levy

### Trama
- Guest star: Vincent D'Onofrio (Eric).

## Haunted Tonk
- Titolo originale: Haunted Tonk
- Diretto da: Vernon Chatman e John Lee
- Scritto da: Vernon Chatman, John Lee e Alyson Levy

### Trama
Dopo aver rivisitato la sua casa d'infanzia (ora uno strip club per donne incinte), Xavier si ricollega alla sua giovinezza presumendo che sia stato visitato da lui stesso in passato. 
- Guest star: Judah Friedlander (Big Papa Dick), Heather Lawless (spogliarellista incinta).

## Free Range Manibalism
- Titolo originale: Free Range Manibalism
- Diretto da: Vernon Chatman e John Lee
- Scritto da: Vernon Chatman, John Lee e Alyson Levy

### Trama
Dopo aver scoperto che il bestiame di un ristorante locale viene trattato meglio dei vagabondi all'esterno, Xavier cerca di trasformarli per far ricevere loro gli stessi standard di cura.
- Guest star: Heather Lawless (hostess del ristorante), Snoop Dogg (Per Se).

## Damnesia Vu
- Titolo originale: Damnesia Vu
- Diretto da: Vernon Chatman e John Lee
- Scritto da: Vernon Chatman, John Lee e Alyson Levy

### Trama
- Guest star: Vincent D'Onofrio (Giudice), Judah Friedlander (presentatore di Slippy Town Village), Heather Lawless (ragazza della porta viola).

## Going Normal
- Titolo originale: Going Normal
- Diretto da: Vernon Chatman e John Lee
- Scritto da: Vernon Chatman, John Lee e Alyson Levy

### Trama
- Guest star: Michael Gladis (collaboratore), Kristen Schaal (spettatore frenetico), Brian Stack (boss, leader del club per soli uomini)

## Kharmarabionic Lotion
- Titolo originale: Kharmarabionic Lotion
- Diretto da: Vernon Chatman e John Lee
- Scritto da: Vernon Chatman, John Lee e Alyson Levy

### Trama
- Guest star: Brian Stack (musulmano), Laura Krafft.

## Damnesia You
- Titolo originale: Damnesia You
- Diretto da: Vernon Chatman e John Lee
- Scritto da: Vernon Chatman, John Lee e Alyson Levy

## Braingeas Final Cranny
- Titolo originale: Braingeas Final Cranny
- Diretto da: Vernon Chatman e John Lee
- Scritto da: Vernon Chatman, John Lee e Alyson Levy

### Trama
Dopo aver cercato la madre nel deserto, Xavier piange ininterrottamente per nove mesi allagando di conseguenza il posto. Si ritrova quindi a Muscle Beach, una spiaggia frequentata da persone muscolose e dedite agli steroidi. Xavier viene quindi usato come pallone da beach volley, atterrando e ferendo involontariamente un ragazzo travestito da delfino durante il suo primo giorno di lavoro all'Eddie's Eco Eats Tacos. Pensando che fosse un vero delfino, lo getta in acqua nel tentativo di farlo ricongiungere con la madre, tuttavia viene bloccato tra i tentacoli di un calamaro. Xavier lo segue, venendo fulminato da un'anguilla elettrica e dando inizio ad un flashback in cui lo sciamano, ancora nel grembo materno, viene torturato dal medico a causa del fatto che non può essere abortito. Dopo essere uscito dall'acqua, il ragazzo, chiamato McGultry, viene salvato da Xavier mentre tenta il suicidio e viene caricato su un'ambulanza per dirigersi al Macadamia Acres Luxury Asylum. Con lo scopo di ritrovare sua madre nel manicomio, Xavier si nasconde sotto il veicolo e si dirigono al posto. Il ragazzo viene quindi trasportato nella stanza della lobotomia, mentre Xavier, riferendo di essere "pazzo", finisce per parlare con un terapeuta che gli pone il test di Rorschach. Dopo aver incontrato una grande macchia d'inchiostro che cerca di far ragionare Xavier, lo sciamano trova finalmente sua madre e la porta nella stanza della lobotomia per cercare di trovare la parte mancante del suo cervello. Viene quindi rivelato che la madre ha finto la propria morte per allontanarsi da Xavier. Dopo aver lavorato a maglia gli scarti di cervello per creare un "palloncino cerebrale", parla nuovamente con la macchia d'inchiosto e uccide le persone di Muscle Beach. Dopo aver mandato tutto a fuoco, mangia la macchia d'inchiostro per altri nove mesi. Xavier si ritrova quindi a conversare con il terapeuta, che gli mostra il suo presunto vero sé, rivelando che il dottore assomiglia a Xavier.
- Guest star: Jimmi Dava, Brian Stack (terapista, paramedico)